# Markús Þórðarson
Markús Þórðarson (n. 1198) fue un caudillo medieval de Garðar á Ákranesi, Borgarfjörður en Islandia, y tuvo un papel relevante durante la guerra civil islandesa, episodio histórico conocido como Sturlungaöld. Pertenecía al clan familiar de los Sturlungar, era hijo de Þórður Böðvarsson y hermano de Þorleifur Þórðarson y Böðvar Þórðarson, todos tomaron parte activa en la guerra civil islandesa.
Markús aparece brevemente citado en la saga Þórðar hreðu, y la saga Eyrbyggja.